# Giovanni Ansani
Giovanni Ansani est un ténor et compositeur italien. Né à Rome le 11 février 1744, il est décédé à Florence le 15 juin 1826.

## Biographie
La carrière de ce ténor, un des plus grands ténors lyriques du XVIIIe siècle, élève de Nicola Porpora et maître entre autres de Manuel Garcia, père et fils, a été essentiellement italienne même s'il a chanté aussi à Copenhague en 1770 et Londres en 1780.
Il est le premier interprète de Lucio Silla d'Anfossi, Caio Mario de Cimarosa, Antigono de Josef Mysliveček, Mithridate de Tarchi. Marié à la cantatrice Giuseppina Maccherini, il se retire à Naples et se consacre à l'enseignement et à la composition.
Il avait une sûreté d'intonation fort rare, une grande puissance d'expression et la plus belle méthode de chant.

## Œuvres
Il s'est aussi distingué comme compositeur de musique de chambre.
- La vendetta di Mario (1791)